# Flash! Cronaca nera
Flash! Cronaca nera (Headline Hunters) è un film del 1955 diretto da William Witney.

## Trama
Damasio Reyes, un immigrato clandestino messicano, che parla solo lo spagnolo, viene portato davanti al giudice in una località degli Stati Uniti, e, - riferisce l'interprete -, si dichiara colpevole dell'assassinio di Frank Hoffman. L'unica persona, oltre all'interprete, a capire lo spagnolo, presente nell'angusta aula del tribunale notturno, è Dave Flynn, giovane reporter praticante presso una testata locale. E Dave risulta oltremodo sconvolto da quanto ha udito: mentre Reyes stava dicendo tutt'altro, l'interprete ha riferito al giudice, inventandosela, la presunta confessione.
E risulta assai difficile per Dave provare il fatto di cui è stato testimone e smascherare la persona che ha assoldato l'interprete mentitore, nientedimeno che il district attorney Harvey Kevin, in campagna per la rielezione, e il cui principale avversario era proprio Frank Hoffman.